# Rugby-Union-Weltmeisterschaft 2003

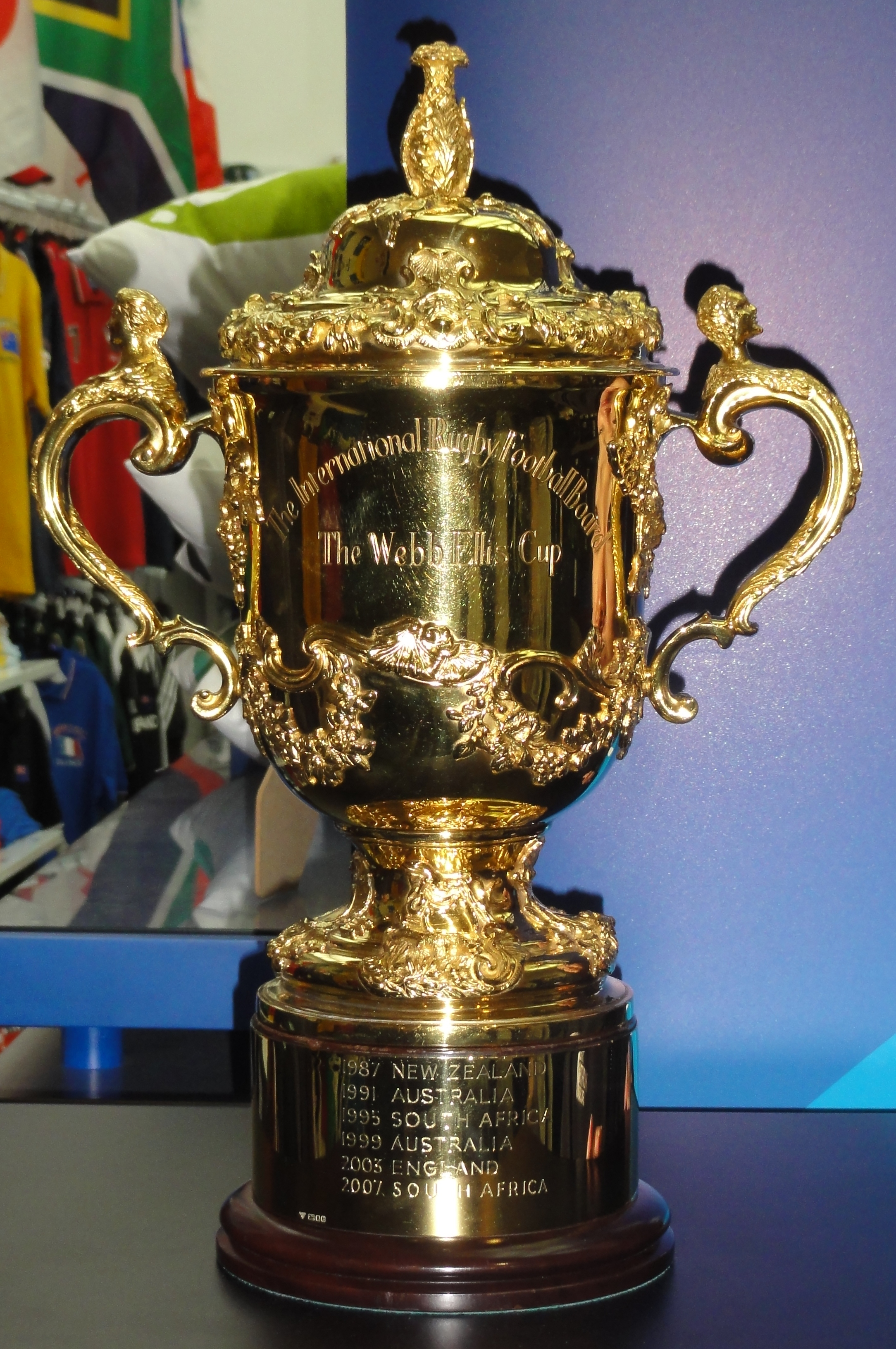
Der Webb Ellis Cup

Die Rugby-Union-Weltmeisterschaft 2003 (englisch 2003 Rugby World Cup) fand vom 10. Oktober bis zum 22. November 2003 in Australien statt. Ursprünglich war eine gemeinsame Austragung mit Neuseeland vorgesehen gewesen, doch alle Spiele wurden nach rechtlichen Auseinandersetzungen zwischen dem neuseeländischen Verband und dem Weltverband nach Australien vergeben. Es war die fünfte Weltmeisterschaft im vierjährlichen Turnierzyklus, der vom Weltverband International Rugby Board (IRB; jetzt World Rugby) organisiert wird, und die dritte in der südlichen Hemisphäre. Australien war mit Neuseeland gemeinsam Gastgeber der ersten Weltmeisterschaft 1987.
An der Rugby-Union-Weltmeisterschaft 2003 nahmen 20 Rugby-Union-Nationalmannschaften teil: die acht direkt qualifizierten Mannschaften der Weltmeisterschaft 1999 (Argentinien, Australien, England, Frankreich, Neuseeland, Schottland, Südafrika und Wales), zusammen mit den zwölf besten Mannschaften der Qualifikation (Fidschi, Georgien, Irland, Italien, Japan, Kanada, Namibia, Rumänien, Samoa, Tonga, Uruguay und die Vereinigten Staaten). Während der Rugby-Union-Weltmeisterschaft 2003 wurden 48 Spiele absolviert, darunter 40 in der Vorrunde und acht in der Finalrunde, einschließlich des Finales. Die Mannschaften wurden in vier Gruppen zu je fünf Teams eingeteilt, wobei jedes einmal gegen die anderen der Gruppe antrat. Die beiden besten Mannschaften jeder Gruppe erreichten hiernach das Viertelfinale. Die Viertelfinalisten qualifizierten sich direkt für die darauf folgende Weltmeisterschaft 2007 in Frankreich.
Vor Beginn der Weltmeisterschaft galten England, Neuseeland, Frankreich, Australien und Südafrika als Favoriten auf den Titelgewinn. Weltmeister wurde erstmals England, das im Finale im Telstra Stadium in Sydney den Titelverteidiger und Gastgeber nach Verlängerung mit 20:17 bezwang. Es war das erste Mal überhaupt, dass eine Mannschaft der nördlichen Hemisphäre den Weltmeistertitel gewinnen konnte. Außerdem war dies nach Fußball 1966 der zweite Weltmeistertitel in einer der beliebtesten Sportarten Englands, den die jeweilige Nationalmannschaften gewinnen konnte; 2019 folgte noch der Weltmeistertitel im Cricket. Neuseeland wurde Dritter und Frankreich Vierter; interessanterweise schlossen die vier Gruppensieger das Turnier als die vier besten Mannschaften ab. Südafrika unterlag im Viertelfinale Neuseeland mit 9:29. Namibias Rudie van Vuuren, der acht Monate zuvor mit der namibischen Cricket-Nationalmannschaft am Cricket World Cup 2003 in Südafrika teilgenommen hatte, wurde der erste Sportler, der im selben Jahr in zwei verschiedenen Sportarten bei Weltmeisterschaften auflief.
Die Rugby-Union-Weltmeisterschaft 2003 schrieb in mehreren Aspekten Geschichte: nachdem das komplexe Format der Weltmeisterschaft 1999 mit fünf Gruppen zu je vier Mannschaften und der anschließenden Hoffnungsrunde kritisiert wurde, wurde während der WM 2003 ein einfacheres System verwendet, bei dem die 20 Teams in vier Gruppen zu je fünf Mannschaften eingeteilt wurden. Dadurch war es die erste WM, während der 48 Spiele absolviert wurden. Außerdem wurde erstmals das Bonuspunktsystem herangezogen, wonach eine Mannschaft für das Legen von mindestens vier Versuch oder einer Niederlage mit weniger als acht Punkten Unterschied (ein erhöhter Versuch) einen Bonuspunkt zugesprochen bekam. Nach wirtschaftlichem Einfluss war das Turnier das zweitgrößte Sportereignis in der australischen Geschichte nach den Olympischen Sommerspielen 2000, noch vor dem Melbourne Spring Racing Carnival 2002, dem Großen Preis von Australien und den Australian Open. Die Organisatoren erwarteten für das Turnier 65.000 Gäste aus Übersee.

## Vergabe

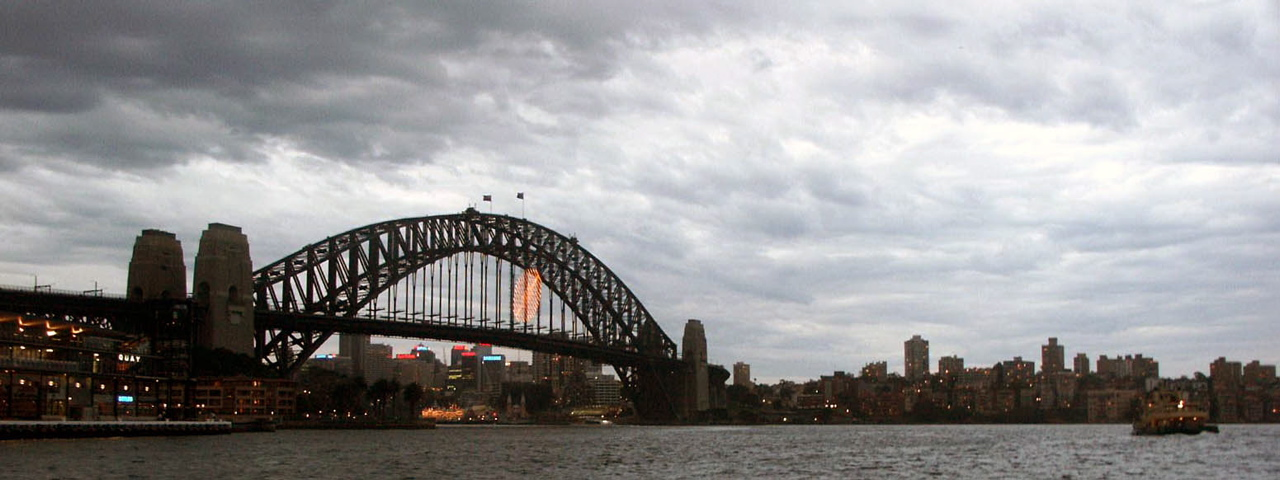
Die Sydney Harbour Bridge während der Rugby-Union-Weltmeisterschaft 2003

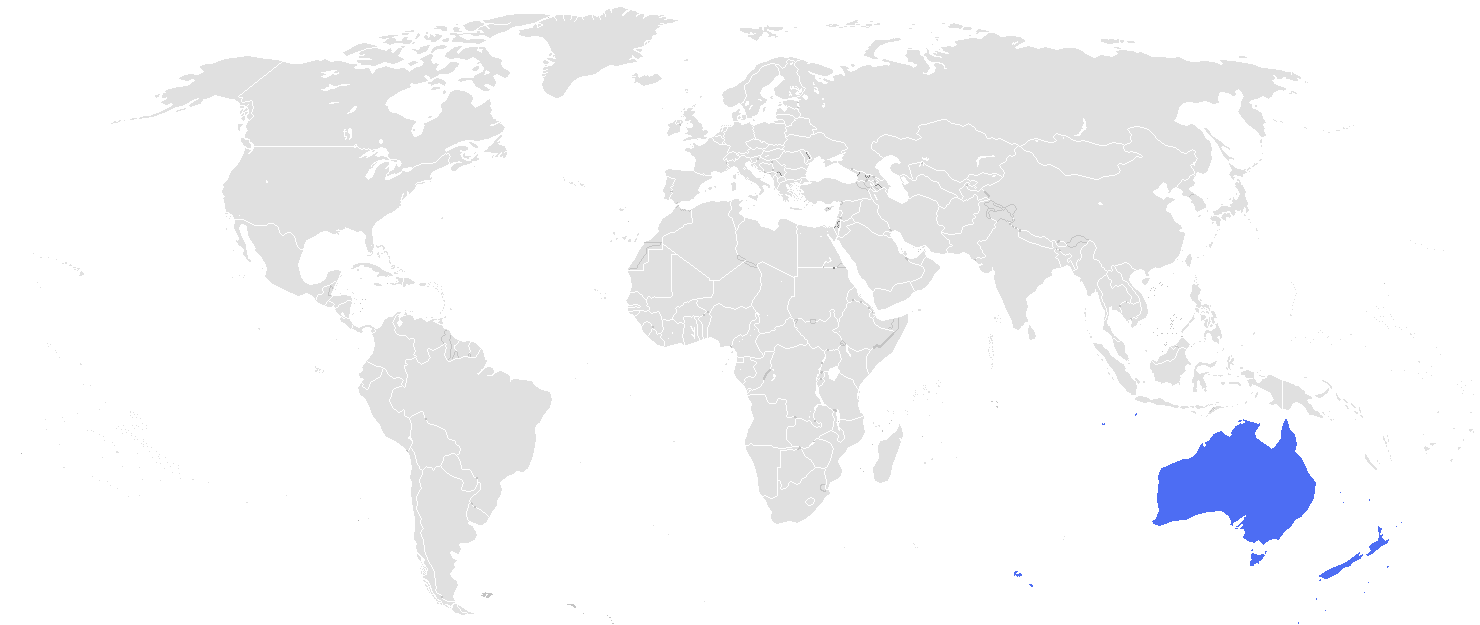
Bewerbungen für die Ausrichtung der Weltmeisterschaft 2003

Die Rugby-Union-Weltmeisterschaft 2003 wurde ursprünglich an Australien und Neuseeland vergeben. Nach Rechtsstreitigkeiten über die Bodenbeschilderung zwischen dem neuseeländischen Verband und dem Weltverband wurde Australien zum alleinigen Gastgeber der Weltmeisterschaft 2003 ernannt. Neuseeland sollte ursprünglich 23 der 48 Spiele anbieten, Neuseelands Forderungen nach einer Änderung der Bestimmungen zur Stadionwerbung waren jedoch nicht akzeptabel für den IRB. Damit war es nach der Weltmeisterschaft 1991 in Südafrika das zweite Turnier, das von einem Gastgeber ausgetragen wurde.

## Qualifikation
Zwanzig Mannschaften hatten sich für die Weltmeisterschaft 2003 qualifiziert. Die acht Viertelfinalisten der Weltmeisterschaft 1999 – Argentinien, Australien, England, Frankreich, Neuseeland, Schottland, Südafrika und Wales – qualifizierten sich automatisch für das Turnier, während die restlichen Mannschaften den Weg über die weltweite Qualifikation gehen musste. Zehn der 20 Startplätze des Turnieres wurden während kontinentalen Qualifikationen ausgespielt, während um die übrigen zwei Plätze in der Barrage-Runde gespielt wurde. Die Qualifikation bestand aus fünf kontinentalen Gruppen: Afrika, Amerika, Asien, Europa und Ozeanien. Vier Plätze waren für europäische Mannschaften reserviert, jeweils zwei Plätze für Amerika und Ozeanien und je einer für Afrika und Asien. Die zwei übrigen Plätze wurden in der interkontinentalen Qualifikationsrunde ausgespielt. Zusammen mit den automatischen Qualifikanten nahmen 88 Nationalmannschaften an der Qualifikation zur Endrunde in Australien teil.
Im Juli 2002 qualifizieren sich Fidschi und Samoa in der ozeanischen Qualifikation als Ozeanien 1 und 2. Im selben Monat sicherte sich Japan den einzigen asiatischen Startplatz nach einem 120:3-Sieg in Tainan gegen Taiwan. Im August desselben Jahres qualifizierte sich Kanada als Amerika 1, nachdem es Chile mit 27:6 in Calgary bezwang. Der Startplatz Amerika 2 wurde im September von Uruguay eingenommen, als es Chile mit 34:23 in Montevideo bezwang. Im selben Monat qualifizierte sich Italien in der Gruppe A der europäischen Qualifikation als Europa 2, nachdem es Rumänien in Parma mit 25:17 schlug; Rumänien bezwang Spanje mit 67:6 in Iași und qualifizierte sich damit als Europa 3 für die Weltmeisterschaft 2003. In Gruppe B besiegte Irland Georgien mit 63:14 in Dublin und qualifizierte sich als Gruppenerster als Europa 1; Georgien schlug Russland mit 17:13 in Tiflis und qualifizierte sich als Europa 4. Namibia sicherte sich seine zweite Endrundenteilnahme hintereinander, nachdem die Mannschaft im November zweimal gegen Tunesien erfolgreich gewesen war.
Ursprünglich hatte Russland das europäische Play-off gegen Spanien mit einem Gesamtergebnis von 58:41 gewonnen, da die Russen jedoch drei nichtberechtigte südafrikanische Spieler eingesetzt hatten, wurden sie aus der Qualifikation ausgeschlossen und stattdessen erreichte Spanien die nächste Runde. Die Vereinigten Staaten qualifizierten sich in der Barrage-Runde nach zwei Siegen gegen Spanien. Der letzte Startplatz in der Gruppe C ging an Tonga, nachdem dieses Südkorea in zwei Spielen mit insgesamt 194:0 besiegte. Georgien, das Spanien ersetzte, war die einzige Veränderung in der Liste der 20 teilnehmenden Mannschaften der WM 1999. Es war dies auch Georgiens erste Teilnahme an einer Weltmeisterschaft

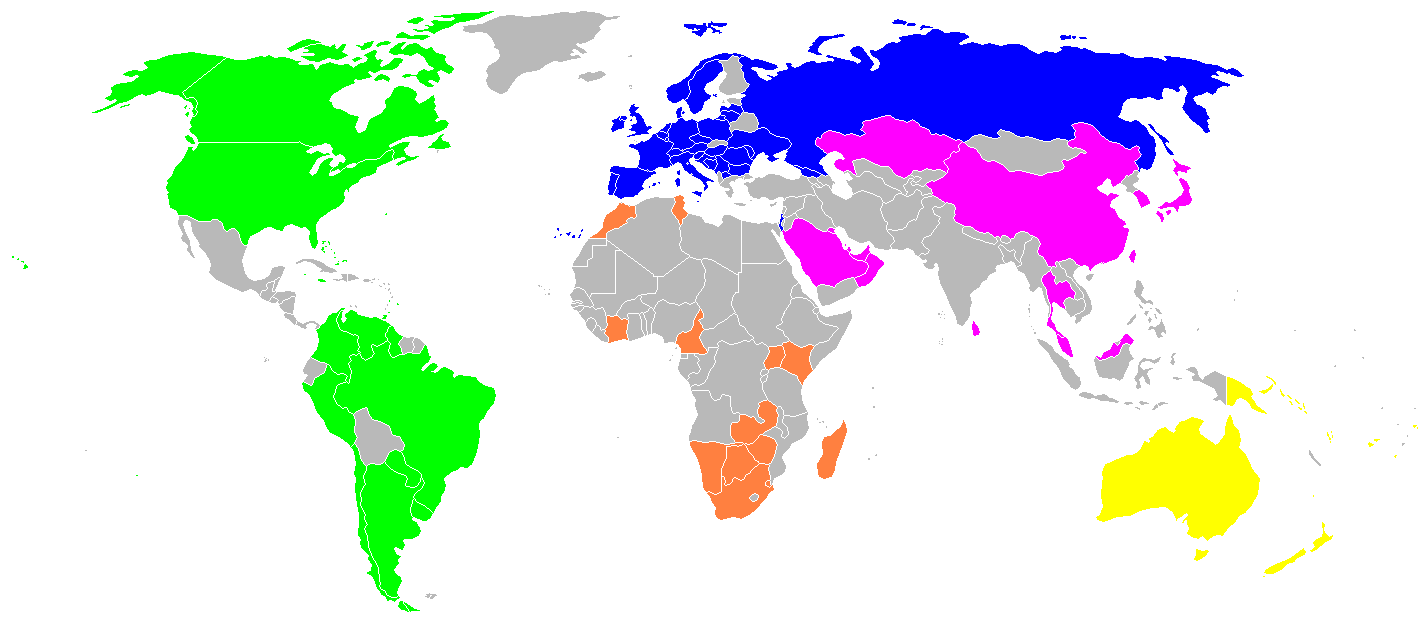
An der Qualifikation beteiligte Länder nach Kontinentalverbänden; insgesamt 88 Teams nahmen teil.
Afrika
Amerika
Asien
Europa/Nordasien
Ozeanien

Teilnehmende Länder der Rugby-Union-Weltmeisterschaft 2003:
Gastgeber
Viertelfinalisten 1999
Qualifikation
In der Qualifikation gescheitert
Keine Teilnahme

| Land               | Qualifikationsgrundlage | WM-Teilnahme | Letztmalige WM-Teilnahme | Bestes Ergebnis                   | Gruppe |
| ------------------ | ----------------------- | ------------ | ------------------------ | --------------------------------- | ------ |
| Australien         | Gastgeber               | Fünfte       | 1999                     | Weltmeister (1991, 1999)          | A      |
| Argentinien        | Automatisch             | Fünfte       | 1999                     | Viertelfinale (1999)              | A      |
| England            | Automatisch             | Fünfte       | 1999                     | Finalist (1991)                   | C      |
| Frankreich         | Automatisch             | Fünfte       | 1999                     | Finalist (1987, 1999)             | B      |
| Neuseeland         | Automatisch             | Fünfte       | 1999                     | Weltmeister (1987)                | D      |
| Schottland         | Automatisch             | Fünfte       | 1999                     | Vierter (1991)                    | B      |
| Südafrika          | Automatisch             | Dritte       | 1999                     | Weltmeister (1995)                | C      |
| Wales              | Automatisch             | Fünfte       | 1999                     | Dritter (1987)                    | D      |
| Fidschi            | Ozeanien 1              | Vierte       | 1999                     | Viertelfinale (1987)              | B      |
| Georgien           | Europa 4                | Erste        | –                        | Debüt                             | C      |
| Irland             | Europa 1                | Fünfte       | 1999                     | Viertelfinale (1987, 1991, 1995)  | A      |
| Italien            | Europa 2                | Fünfte       | 1999                     | Vorrunde (1987, 1991, 1995, 1999) | D      |
| Japan              | Asien 1                 | Fünfte       | 1999                     | Vorrunde (1987, 1991, 1995, 1999) | B      |
| Kanada             | Amerika 1               | Fünfte       | 1999                     | Viertelfinale (1991)              | D      |
| Namibia            | Afrika 1                | Zweite       | 1999                     | Vorrunde (1999)                   | A      |
| Rumänien           | Europa 3                | Fünfte       | 1999                     | Vorrunde (1987, 1991, 1995, 1999) | A      |
| Samoa              | Ozeanien 2              | Vierte       | 1999                     | Viertelfinale (1991, 1995)        | C      |
| Tonga              | Barrage 2               | Vierte       | 1999                     | Vorrunde (1987, 1995, 1999)       | D      |
| Uruguay            | Amerika 2               | Zweite       | 1999                     | Vorrunde (1999)                   | C      |
| Vereinigte Staaten | Barrage 1               | Vierte       | 1999                     | Vorrunde (1987, 1991, 1999)       | B      |

## Austragungsorte
Die 48 Spiele fanden in elf verschiedenen Stadien statt, die über das ganze Land verteilt waren, jedoch mit Schwerpunkt auf die Regionen an der Ostküste. Insgesamt betrug die Sitzplatzkapazität 421.311, weniger als während der Rugby-Union-Weltmeisterschaft 1999 in Wales (wobei Spiele auch in England, Frankreich, Irland und Schottland ausgetragen wurden) bei der die Kapazität 654.677 in 18 Stadien betrug.
Das Adelaide Oval, eigentlich ein Cricket-Stadion, wurde im Hinblick auf die Rugby-WM 2003 ausgebaut und um zwei Tribünen an den Victor Richardson-Toren erweitert. Die Kosten von 20 Millionen AUD übernahm die South Australian Cricket Association. Das Suncorp Stadium in Brisbane ist ein speziell auf die Bedürfnisse von Rugby und Fußball zugeschnittener Neubau. Die Baukosten betrugen 280 Millionen AUD und das Stadion wurde wenige Tage vor Beginn der Weltmeisterschaft eröffnet. Die Kapazität des neuen Stadions von 52.000 sind 12.000 mehr als im alten Lang Park. Ebenfalls relativ neu ist das Central Coast Stadium in Gosford, das ebenfalls auf Rugby und Fußball spezialisiert ist, es kostete 30 Millionen AUD und wurde im Februar 2000 eröffnet.
Sydney war mit zwei Austragungsorten vertreten. Das Aussie Stadium diente als Hauptstadion für das Fußballturnier der Olympischen Sommerspiele 2000. Das Telstra Stadium im Sydney Olympic Park war das Herzstück der Olympischen Spiele. Es kostete über 600 Millionen AUD und ist das zweitgrößte Stadion in Australien, nach dem Melbourne Cricket Ground. Mit einer Kapazität von 83.500 war es das größte Stadion während der Weltmeisterschaft 2003 (ursprünglich hatte dieses Stadion eine Kapazität von 110.000 und unterlief nach den Olympischen Spielen von 2001 bis 2003 eine Renovierung). Das einzige Stadion mit Schiebedach war der Telstra Dome in Melbourne. Obschon das Telstra Stadium über verschiebbare Sitzplätze verfügt, bei dem vier Abschnitte der untersten Ebene mit 18 Metern vorgeschoben werden können und dem Spielfeld eine rechteckigere Fläche geben, wurde dies während der WM 2003 nicht verwendet, da es die Kapazität um etwa 3.500 vermindert.
| Sydney                | Sydney            | Townsville            | Brisbane          |
| --------------------- | ----------------- | --------------------- | ----------------- |
| Telstra Stadium       | Aussie Stadium    | Dairy Farmers Stadium | Suncorp Stadium   |
| Kapazität: 83.500     | Kapazität: 41.159 | Kapazität: 24.843     | Kapazität: 52.500 |
|                       |                   |                       |                   |
| Gosford               |                   |                       | Canberra          |
| Central Coast Stadium | Canberra Stadium  |                       |                   |
| Kapazität: 20.119     | Kapazität: 24.647 |                       |                   |
|                       |                   |                       |                   |
| Adelaide              | Melbourne         |                       |                   |
| Adelaide Oval         | Telstra Dome      |                       |                   |
| Kapazität: 33.597     | Kapazität: 53.371 |                       |                   |
|                       |                   |                       |                   |
| Perth                 | Perth             | Launceston            | Wollongong        |
| Subiaco Oval          | Subiaco Oval      | York Park             | WIN Stadium       |
| Kapazität: 42.922     | Kapazität: 42.922 | Kapazität: 19.891     | Kapazität: 18.484 |
|                       |                   |                       |                   |

## Format
Die Rugby-Union-Weltmeisterschaft 2003 wurde über 42 Tage zwischen 20 verschiedenen Mannschaften über 48 Spiele ausgetragen. Sie begann am 10. Oktober 2003 im Telstra Stadium in Sydney mit dem Eröffnungsspiel zwischen dem Gastgeber Australien und Argentinien. Das Turnier endete am 22. November im denselben Stadion mit dem Finale zwischen Australien und England, wobei die Red Roses den Webb Ellis Cup gewannen.

### Spielplan
Die nachfolgende Tabelle zeigt das tägliche Programm der Rugby-Union-Weltmeisterschaft 2003. Dabei steht ein rotes Kästchen für die Eröffnungs- und Schlusszeremonie, ein violettes Kästchen für Vorrundenspiele, ein grünes Kästchen für Finalrundenspiele, ein blaues Kästchen für das Spiel um Platz 3 und ein gelbes Kästchen für das Finale.
| Gruppenphase Oktober/November | Fr. 10. | Sa. 11. | So. 12. | Mo. 13. | Di. 14. | Mi. 15. | Do. 16. | Fr. 17. | Sa. 18. | So. 19. | Mo. 20. | Di. 21. | Mi. 22. | Do. 23. | Fr. 24. | Sa. 25. | So. 26. | Mo. 27. | Di. 28. | Mi. 29. | Do. 30. | Fr. 31. | Sa. 1. | So. 2. |
| ----------------------------- | ------- | ------- | ------- | ------- | ------- | ------- | ------- | ------- | ------- | ------- | ------- | ------- | ------- | ------- | ------- | ------- | ------- | ------- | ------- | ------- | ------- | ------- | ------ | ------ |
| Zeremonien                    |         |         |         |         |         |         |         |         |         |         |         |         |         |         |         |         |         |         |         |         |         |         |        |        |
| Gruppe A                      | 1       | 1       |         |         | 1       |         |         |         | 1       | 1       |         |         | 1       |         |         | 1       | 1       |         |         |         | 1       |         | 1      |        |
| Gruppe B                      |         | 1       | 1       |         |         | 1       |         |         | 1       |         | 1       |         |         | 1       |         | 1       |         | 1       |         |         |         | 1       | 1      |        |
| Gruppe C                      |         | 1       | 1       |         |         | 1       |         |         | 1       | 1       |         |         |         |         | 1       |         | 1       |         | 1       |         |         |         | 1      | 1      |
| Gruppe D                      |         | 1       | 1       |         |         | 1       |         | 1       |         | 1       |         | 1       |         |         | 1       | 1       |         |         |         | 1       |         |         |        | 1      |
| Finalrunde November           | Mo. 3.  | Di. 4.  | Mi. 5.  | Do. 6.  | Fr. 7.  | Sa. 8.  | So. 9.  | Mo. 10. | Di. 11. | Mi. 12. | Do. 13. | Fr. 14. | Sa. 15. | So. 16. | Mo. 17. | Di. 18. | Mi. 19. | Do. 20. | Fr. 21. | Sa. 22. |         |         |        |        |
| Zeremonien                    |         |         |         |         |         |         |         |         |         |         |         |         |         |         |         |         |         |         |         |         |         |         |        |        |
| Finalrunde                    |         |         |         |         |         | 2       | 2       |         |         |         |         |         | 1       | 1       |         |         |         | 1       |         | 1       |         |         |        |        |

| Farblegende                  |
| Eröffnungs- und Schlussfeier |
| Gruppenspiele                |
| Finalrunde                   |
| Spiel um Platz 3             |
| Finale                       |

### Gruppen

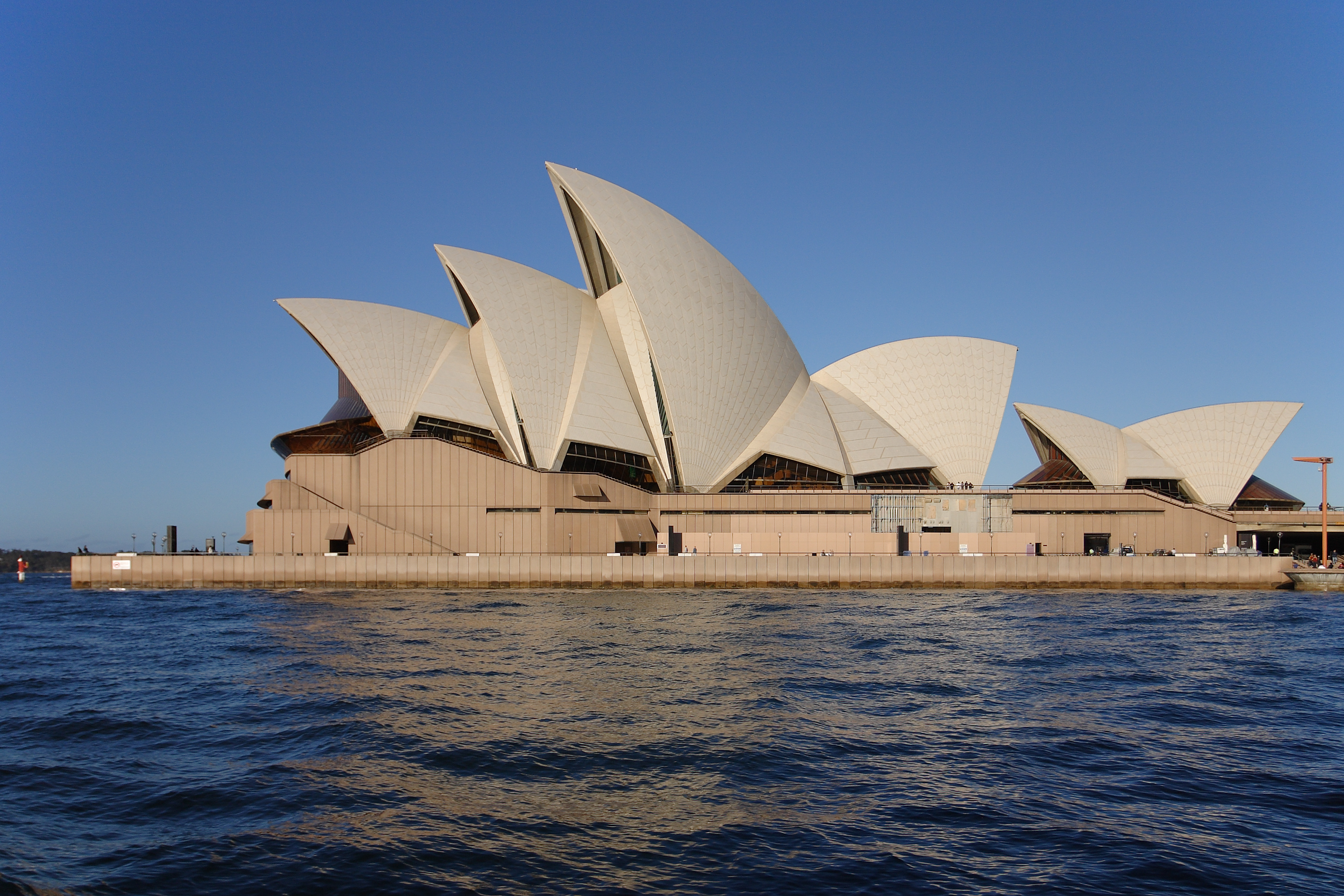
Die Auslosung für die Weltmeisterschaft 2003 erfolgte am 20. Mai 2002 im Sydney Opera House

Die Vorrunde, bzw. Gruppenphase, umfasste 20 Nationalmannschaften, die in vier Gruppen zu je fünf Teams eingeteilt wurden. Die Auslosung der Vorrunde erfolgte am 20. Mai 2002, noch während der Qualifikationsphase, im Sydney Opera House, wobei die acht automatischen Qualifikanten zwei Töpfen zugeteilt wurden auf Basis ihres Abschneidens bei der WM 1999.
Während der Auslosung wurden die acht automatischen Qualifikanten aus 1999 ihren jeweiligen Töpfen zugeteilt, je nach Abschneiden bei der WM 1999:
- Topf 1: Die vier bestgesetzten Mannschaften
- Topf 2: Die vier zweitbestgesetzten Mannschaften

Demnach wurden die acht automatischen Qualifikanten wie folgt gesetzt:
| Topf 1                                                     | Topf 2                                               |
| ---------------------------------------------------------- | ---------------------------------------------------- |
| Australien (1) Frankreich (2) Südafrika (3) Neuseeland (4) | Wales (5) England (6) Schottland (7) Argentinien (8) |

Nach der Auslosung am 20. Mai 2002 ergaben sich die folgenden Gruppen:
| Gruppe A                                       | Gruppe B                                               | Gruppe C                                 | Gruppe D                              |
| ---------------------------------------------- | ------------------------------------------------------ | ---------------------------------------- | ------------------------------------- |
| Australien Irland Argentinien Namibia Rumänien | Frankreich Vereinigte Staaten Japan Fidschi Schottland | Südafrika England Samoa Georgien Uruguay | Neuseeland Wales Italien Kanada Tonga |

### Vorrunde

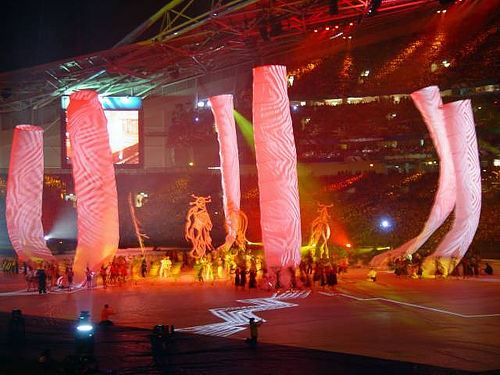
Szene der Eröffnungsfeier im Telstra Stadium

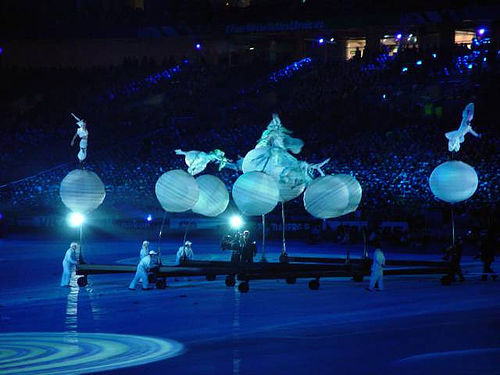
Eröffnungszeremonie – „James Cook erreicht Australien“

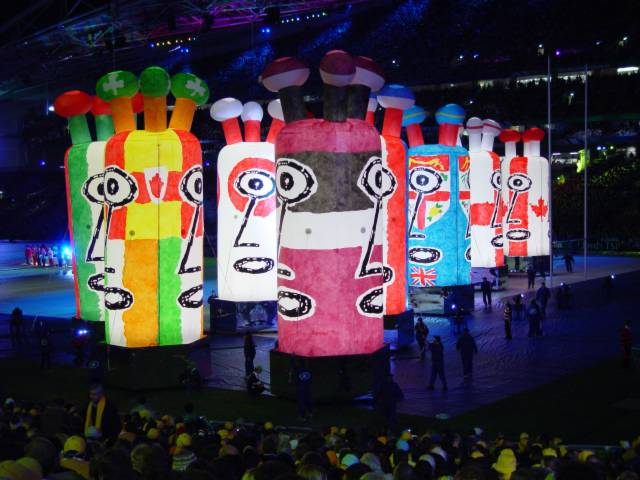
Eröffnungszeremonie – „Flaggen der teilnehmenden Länder“

Anders als bei der Weltmeisterschaft 2003 wurde das Teilnehmerfeld in vier Gruppen zu je fünf Nationalmannschaften aufgeteilt; jede Mannschaft bestritt ein Spiel gegen jede andere Mannschaft in derselben Gruppe, demzufolge absolvierte jedes Team vier Spiele in der Vorrunde. Für einen Sieg gab es vier Tabellenpunkte, für ein Unentschieden zwei Punkte und keinen Punkt für eine Niederlage; hatten zwei Mannschaften dieselbe Anzahl Tabellenpunkte, wurde der Tabellenrang nach Gesamtpunktzahl ermittelt. Jeweils die zwei Ersten einer Gruppe qualifizierten sich für das Viertelfinale. Zum ersten Mal überhaupt kam in der Gruppenphase ein Bonuspunktesystem zur Anwendung. Dieses hat sich in der südlichen Hemisphäre schon vor Jahren bewährt und wurde später auch in Europa eingeführt; jedoch nicht in den Six Nations:
- 4 Punkte bei einem Sieg
- 2 Punkte bei einem Unentschieden
- 0 Punkte bei einer Niederlage (vor möglichen Bonuspunkten)
- 1 Bonuspunkt für vier oder mehr erfolgreichen Versuchen, unabhängig vom Endstand
- 1 Bonuspunkt bei einer Niederlage mit weniger als sieben Punkten Unterschied[25]

Am Ende der Vorrunde wurden die Mannschaften, basierend auf den gesammelten Spielpunkten, vom ersten bis zum fünften Platz eingestuft, wobei die beiden besten Mannschaften das Viertelfinale erreichten. Waren zwei Teams punktgleich, wurde die Platzierung nach Gesamtpunktzahl ermittelt.

### Finalrunde
Ab dieser Phase nahm das Turnier ein K.-o.-System an bestehend aus acht Spielen: vier Viertelfinals, zwei Halbfinals, ein Spiel um Platz 3 und das Finale.
Die Gruppenersten und -zweiten erreichten jeweils die Finalrunde. Dabei trafen die Gruppenersten im Viertelfinale auf die Gruppenzweiten der anderen Gruppe, beispielsweise traf der Erste der Gruppe A auf den Zweiten der Gruppe B und der Erste der Gruppe B auf den Zweiten der Gruppe A. Teams aus derselben Gruppe konnten erst wieder im Spiel um Platz 3 oder dem Finale aufeinandertreffen.
Die Finalrunde begann mit den Viertelfinalspielen. Jedes Spiel musste zwingend mit einem Sieg enden. Stand es in einer Begegnung nach der regulären Spielzeit von 80 Minuten unentschieden, folgte eine Verlängerung von 2 × 10 Minuten. War noch immer kein Sieger ermittelt, gab es eine weitere Verlängerung von zehn Minuten Dauer mit Sudden Death. Wenn auch nach insgesamt 110 Minuten immer noch kein Sieger feststand, wäre der Sieger in einem Platztrittschießen zu den Torstangen bestimmt worden.

### Einfluss auf die WM-Qualifikation 2007
Die acht Viertelfinalmannschaften qualifizierten sich direkt für die darauf folgende Weltmeisterschaft 2007 in Frankreich. Diese waren Australien, England, Frankreich, Irland, Neuseeland, Schottland, Südafrika und Wales.

## Eintrittskarten und Sponsoring
Die ersten Karten für die Weltmeisterschaft wurden ab 19. Oktober 2002 verkauft. Etwa zwei Millionen Zuschauer besuchten die Spiele der Weltmeisterschaft. Insgesamt wurden etwa 1,8 Millionen Eintrittskarten für die 48 Spiele verkauft, was einem Zuschauerschnitt von 38.282 entspricht.
Die weltweiten Partner des Turnieres waren Coca-Cola, Heineken, Visa, Qantas, British Airways, Telstra und Bundaberg Rum, die offiziellen Sponsoren Suncorp, Peugeot und Lloyds TSB. Gilbert entwarf den offiziellen Turnierball (Gilbert Xact), der in den Spielen der Weltmeisterschaft genutzt wurde. Damit setzte sich die Tradition der Gilbert-WM-Bälle mit Barbarian (1995) und Revolution (1999) weiter fort. Zusammen mit Gilbert waren die offiziellen Ausrüster Reebok, Jacobs Creek, Super Odds, Allens Arthur Robinson, Unisys, Sony, Rugby Logistics und Rugby Hospitality.

## Offizielle
Während des Turnieres wurden 16 Schiedsrichter und acht Linienrichter sowie TV-Schiedsrichter eingesetzt.

### Schiedsrichter
| - Pablo Deluca (Argentinien) - Andrew Cole (Australien) - Stuart Dickinson (Australien) - Scott Young (Australien) - Peter Marshall (Australien) - Chris White (England) - Tony Spreadbury (England) - Joël Jutge (Frankreich) | - Alain Rolland (Irland) - David McHugh (Irland) - Paul Honiss (Neuseeland) - Paddy O’Brien (Neuseeland) - Steve Walsh (Neuseeland) - Jonathan Kaplan (Südafrika) - André Watson (Südafrika) - Nigel Williams (Wales) |

### Linienrichter sowie TV-Schiedsrichter
| - Joël Dumé (Frankreich) - Donal Courtney (Irland) - Alan Lewis (Irland) - Giulio De Santis (Italië) | - Kelvin Deaker (Neuseeland) - Iain Ramage (Schottland) - Mark Lawrence (Südafrika) - Nigel Whitehouse (Wales) |

## Vorrunde
In der Frühphase hatten die australischen Medien die Qualität des Turniers kritisiert, da die „kleinen“ Mannschaften von den Rugby-„Supermächten“ mit 60 oder mehr Punkten Differenz regelrecht überrollt wurden. Die südpazifischen Mannschaften Fidschi, Samoa und Tonga waren zusätzlich geschwächt, da sie auf zahlreiche in ausländischen Ligen tätige Schlüsselspieler verzichten mussten. Sie waren von ihren Vereinen gewarnt worden, dass ihre Verträge im Falle einer Teilnahme nicht verlängert würden.

Die Gruppenphase des Turniers verlief ungefähr so wie im Vorfeld erwartet. Die einzige Spannung bestand darin, ob eine „kleine“ Mannschaft es schaffen würde, eine bedeutende Mannschaft hinter sich zu lassen und ins Viertelfinale einzuziehen. In der Gruppe A verlor Argentinien mit nur einem Punkt Unterschied gegen Irland, in der Gruppe B unterlag Fidschi den Schotten mit nur zwei Punkten. Italien zeigte in Gruppe D eine zufriedenstellende Gesamtleistung. In der Gruppe C schaffte Samoa beinahe eine Sensation und lag gegen England zunächst in Führung, musste sich aber aufgrund der besseren Kondition der Engländer dennoch geschlagen geben.

Bei den Begegnungen zwischen den bedeutenden Mannschaften entschied in der Regel die Tagesform. Südafrika spielte insgesamt enttäuschend und musste sich hinter England mit dem zweiten Platz begnügen, was ihnen die starken Neuseeländer als Viertelfinalgegner bescherte. Titelverteidiger Australien konnte Irland nur knapp hinter sich lassen und Wales bedrängte die neuseeländischen All Blacks. Frankreich hatte mit Schottland keine große Mühe.

### Gruppe A

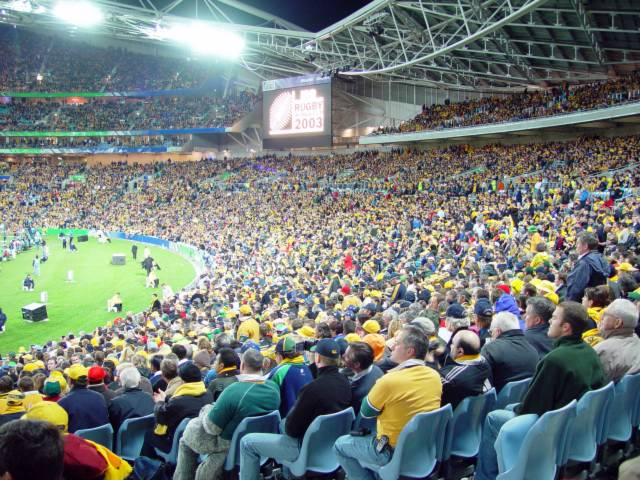
Das Eröffnungsspiel Australien gegen Argentinien im Telstra Stadium von Sydney

|    | Land        | Spiele | Siege | Unent. | Ndlg. | Spiel- punkte | Diff. | Bonus- punkte | Tabellen- punkte |
| -- | ----------- | ------ | ----- | ------ | ----- | ------------- | ----- | ------------- | ---------------- |
| 1. | Australien  | 4      | 4     | 0      | 0     | 273:32        | + 241 | 2             | 18               |
| 2. | Irland      | 4      | 3     | 0      | 1     | 141:56        | + 85  | 3             | 15               |
| 3. | Argentinien | 4      | 2     | 0      | 2     | 140:57        | + 83  | 3             | 11               |
| 4. | Rumänien    | 4      | 1     | 0      | 3     | 65:192        | − 127 | 1             | 5                |
| 5. | Namibia     | 4      | 0     | 0      | 4     | 28:310        | − 282 | 0             | 0                |

| 10. Oktober 2003 | Australien | 24 : 8 | Argentinien | Telstra Stadium, Sydney |
| 10. Oktober 2003 |            |        |             | Telstra Stadium, Sydney |

| 11. Oktober 2003 | Irland | 45 : 17 | Rumänien | Central Coast Stadium, Gosford |
| 11. Oktober 2003 |        |         |          | Central Coast Stadium, Gosford |

| 14. Oktober 2003 | Argentinien | 67 : 14 | Namibia | Central Coast Stadium, Gosford |
| 14. Oktober 2003 |             |         |         | Central Coast Stadium, Gosford |

| 18. Oktober 2003 | Australien | 90 : 8 | Rumänien | Suncorp Stadium, Brisbane |
| 18. Oktober 2003 |            |        |          | Suncorp Stadium, Brisbane |

| 19. Oktober 2003 | Irland | 64 : 7 | Namibia | Aussie Stadium, Sydney |
| 19. Oktober 2003 |        |        |         | Aussie Stadium, Sydney |

| 22. Oktober 2003 | Argentinien | 50 : 3 | Rumänien | Aussie Stadium, Sydney |
| 22. Oktober 2003 |             |        |          | Aussie Stadium, Sydney |

| 25. Oktober 2003 | Australien | 142 : 0 | Namibia | Adelaide Oval, Adelaide |
| 25. Oktober 2003 |            |         |         | Adelaide Oval, Adelaide |

| 26. Oktober 2003 | Argentinien | 15 : 16 | Irland | Adelaide Oval, Adelaide |
| 26. Oktober 2003 |             |         |        | Adelaide Oval, Adelaide |

| 30. Oktober 2003 | Namibia | 7 : 37 | Rumänien | York Park, Launceston |
| 30. Oktober 2003 |         |        |          | York Park, Launceston |

| 1. November 2003 | Australien | 17 : 16 | Irland | Telstra Dome, Melbourne |
| 1. November 2003 |            |         |        | Telstra Dome, Melbourne |

### Gruppe B
|    | Land               | Spiele | Siege | Unent. | Ndlg. | Spiel- punkte | Diff. | Bonus- punkte | Tabellen- punkte |
| -- | ------------------ | ------ | ----- | ------ | ----- | ------------- | ----- | ------------- | ---------------- |
| 1. | Frankreich         | 4      | 4     | 0      | 0     | 204:70        | + 134 | 4             | 20               |
| 2. | Schottland         | 4      | 3     | 0      | 1     | 102:97        | + 5   | 2             | 14               |
| 3. | Fidschi            | 4      | 2     | 0      | 2     | 98:114        | − 16  | 2             | 10               |
| 4. | Vereinigte Staaten | 4      | 1     | 0      | 3     | 86:125        | − 39  | 2             | 6                |
| 5. | Japan              | 4      | 0     | 0      | 4     | 79:163        | − 84  | 0             | 0                |

| 11. Oktober 2003 | Frankreich | 61 : 18 | Fidschi | Suncorp Stadium, Brisbane |
| 11. Oktober 2003 |            |         |         | Suncorp Stadium, Brisbane |

| 11. Oktober 2003 | Schottland | 32 : 11 | Japan | Dairy Farmers Stadium, Townsville |
| 11. Oktober 2003 |            |         |       | Dairy Farmers Stadium, Townsville |

| 15. Oktober 2003 | Fidschi | 19 : 18 | Vereinigte Staaten | Suncorp Stadium, Brisbane |
| 15. Oktober 2003 |         |         |                    | Suncorp Stadium, Brisbane |

| 18. Oktober 2003 | Frankreich | 51 : 29 | Japan | Dairy Farmers Stadium, Townsville |
| 18. Oktober 2003 |            |         |       | Dairy Farmers Stadium, Townsville |

| 20. Oktober 2003 | Schottland | 39 : 15 | Vereinigte Staaten | Suncorp Stadium, Brisbane |
| 20. Oktober 2003 |            |         |                    | Suncorp Stadium, Brisbane |

| 23. Oktober 2003 | Fidschi | 41 : 13 | Japan | Dairy Farmers Stadium, Townsville |
| 23. Oktober 2003 |         |         |       | Dairy Farmers Stadium, Townsville |

| 25. Oktober 2003 | Frankreich | 51 : 9 | Schottland | Telstra Stadium, Sydney |
| 25. Oktober 2003 |            |        |            | Telstra Stadium, Sydney |

| 27. Oktober 2003 | Japan | 26 : 39 | Vereinigte Staaten | Central Coast Stadium, Gosford |
| 27. Oktober 2003 |       |         |                    | Central Coast Stadium, Gosford |

| 31. Oktober 2003 | Frankreich | 41 : 14 | Vereinigte Staaten | WIN Stadium, Wollongong |
| 31. Oktober 2003 |            |         |                    | WIN Stadium, Wollongong |

| 1. November 2003 | Schottland | 22 : 20 | Fidschi | Aussie Stadium, Sydney |
| 1. November 2003 |            |         |         | Aussie Stadium, Sydney |

### Gruppe C
|    | Land      | Spiele | Siege | Unent. | Ndlg. | Spiel- punkte | Diff. | Bonus- punkte | Tabellen- punkte |
| -- | --------- | ------ | ----- | ------ | ----- | ------------- | ----- | ------------- | ---------------- |
| 1. | England   | 4      | 4     | 0      | 0     | 255:47        | + 208 | 3             | 19               |
| 2. | Südafrika | 4      | 3     | 0      | 1     | 184:60        | + 124 | 3             | 15               |
| 3. | Samoa     | 4      | 2     | 0      | 2     | 138:117       | + 21  | 2             | 10               |
| 4. | Uruguay   | 4      | 1     | 0      | 3     | 56:255        | − 199 | 0             | 4                |
| 5. | Georgien  | 4      | 0     | 0      | 4     | 46:200        | − 154 | 0             | 0                |

| 11. Oktober 2003 | Südafrika | 72 : 6 | Uruguay | Subiaco Oval, Perth |
| 11. Oktober 2003 |           |        |         | Subiaco Oval, Perth |

| 12. Oktober 2003 | England | 84 : 6 | Georgien | Subiaco Oval, Perth |
| 12. Oktober 2003 |         |        |          | Subiaco Oval, Perth |

| 15. Oktober 2003 | Samoa | 60 : 13 | Uruguay | Subiaco Oval, Perth |
| 15. Oktober 2003 |       |         |         | Subiaco Oval, Perth |

| 18. Oktober 2003 | Südafrika | 6 : 25 | England | Subiaco Oval, Perth |
| 18. Oktober 2003 |           |        |         | Subiaco Oval, Perth |

| 19. Oktober 2003 | Georgien | 9 : 46 | Samoa | Subiaco Oval, Perth |
| 19. Oktober 2003 |          |        |       | Subiaco Oval, Perth |

| 24. Oktober 2003 | Südafrika | 46 : 19 | Georgien | Aussie Stadium, Sydney |
| 24. Oktober 2003 |           |         |          | Aussie Stadium, Sydney |

| 26. Oktober 2003 | England | 35 : 22 | Samoa | Telstra Dome, Melbourne |
| 26. Oktober 2003 |         |         |       | Telstra Dome, Melbourne |

| 28. Oktober 2003 | Georgien | 12 : 24 | Uruguay | Aussie Stadium, Sydney |
| 28. Oktober 2003 |          |         |         | Aussie Stadium, Sydney |

| 1. November 2003 | Südafrika | 60 : 10 | Samoa | Suncorp Stadium, Brisbane |
| 1. November 2003 |           |         |       | Suncorp Stadium, Brisbane |

| 2. November 2003 | England | 111 : 13 | Uruguay | Suncorp Stadium, Brisbane |
| 2. November 2003 |         |          |         | Suncorp Stadium, Brisbane |

### Gruppe D
|    | Land       | Spiele | Siege | Unent. | Ndlg. | Spiel- punkte | Diff. | Bonus- punkte | Tabellen- punkte |
| -- | ---------- | ------ | ----- | ------ | ----- | ------------- | ----- | ------------- | ---------------- |
| 1. | Neuseeland | 4      | 4     | 0      | 0     | 282:57        | + 225 | 4             | 20               |
| 2. | Wales      | 4      | 3     | 0      | 1     | 132:98        | + 34  | 2             | 14               |
| 3. | Italien    | 4      | 2     | 0      | 2     | 77:123        | − 46  | 0             | 8                |
| 4. | Kanada     | 4      | 1     | 0      | 3     | 54:135        | − 81  | 1             | 5                |
| 5. | Tonga      | 4      | 0     | 0      | 4     | 46:178        | − 132 | 1             | 1                |

| 11. Oktober 2003 | Neuseeland | 70 : 7 | Italien | Telstra Dome, Melbourne |
| 11. Oktober 2003 |            |        |         | Telstra Dome, Melbourne |

| 12. Oktober 2003 | Wales | 41 : 10 | Kanada | Telstra Dome, Melbourne |
| 12. Oktober 2003 |       |         |        | Telstra Dome, Melbourne |

| 15. Oktober 2003 | Italien | 36 : 12 | Tonga | Canberra Stadium, Canberra |
| 15. Oktober 2003 |         |         |       | Canberra Stadium, Canberra |

| 17. Oktober 2003 | Neuseeland | 68 : 6 | Kanada | Telstra Dome, Melbourne |
| 17. Oktober 2003 |            |        |        | Telstra Dome, Melbourne |

| 19. Oktober 2003 | Wales | 27 : 20 | Tonga | Canberra Stadium, Canberra |
| 19. Oktober 2003 |       |         |       | Canberra Stadium, Canberra |

| 21. Oktober 2003 | Italien | 19 : 14 | Kanada | Canberra Stadium, Canberra |
| 21. Oktober 2003 |         |         |        | Canberra Stadium, Canberra |

| 24. Oktober 2003 | Neuseeland | 91 : 7 | Tonga | Suncorp Stadium, Brisbane |
| 24. Oktober 2003 |            |        |       | Suncorp Stadium, Brisbane |

| 25. Oktober 2003 | Italien | 15 : 27 | Wales | Canberra Stadium, Canberra |
| 25. Oktober 2003 |         |         |       | Canberra Stadium, Canberra |

| 29. Oktober 2003 | Kanada | 24 : 7 | Tonga | WIN Stadium, Wollongong |
| 29. Oktober 2003 |        |        |       | WIN Stadium, Wollongong |

| 2. November 2003 | Neuseeland | 53 : 37 | Wales | Telstra Stadium, Sydney |
| 2. November 2003 |            |         |       | Telstra Stadium, Sydney |

## Finalrunde
|  | Viertelfinale | Viertelfinale |            |            | Halbfinale       | Halbfinale |  |  | Finale | Finale |
|  |               |               |            |            |                  |            |  |  |        |        |
|  |               |               |            |            |                  |            |  |  |        |        |
|  | Neuseeland    | 29            |            |            |                  |            |  |  |        |        |
|  | Neuseeland    | 29            |            |            |                  |            |  |  |        |        |
|  | Südafrika     | 9             |            |            |                  |            |  |  |        |        |
|  | Südafrika     | 9             | Neuseeland | 10         |                  |            |  |  |        |        |
|  |               |               | Neuseeland | 10         |                  |            |  |  |        |        |
|  |               | Australien    | 22         |            |                  |            |  |  |        |        |
|  | Australien    | Australien    | 22         | 33         |                  |            |  |  |        |        |
|  | Australien    |               |            | 33         |                  |            |  |  |        |        |
|  | Schottland    | 16            |            |            |                  |            |  |  |        |        |
|  |               |               | Australien | 17         |                  |            |  |  |        |        |
|  |               |               |            | England    | 20               |            |  |  |        |        |
|  | Frankreich    | 43            |            |            |                  |            |  |  |        |        |
|  | Irland        | 21            |            |            |                  |            |  |  |        |        |
|  | Irland        | 21            | Frankreich | 7          |                  |            |  |  |        |        |
|  |               |               | Frankreich | 7          | Spiel um Platz 3 |            |  |  |        |        |
|  |               | England       | 24         |            |                  |            |  |  |        |        |
|  | England       | England       | 24         | 28         | Neuseeland       | 40         |  |  |        |        |
|  | England       |               |            | 28         | Neuseeland       | 40         |  |  |        |        |
|  | Wales         | 17            |            | Frankreich | 13               |            |  |  |        |        |
|  | Wales         | 17            |            |            | 13               |            |  |  |        |        |
|  |               |               |            |            |                  |            |  |  |        |        |

Im Viertelfinale setzten sich jeweils die Favoriten durch, wenn auch England gegen die hartnäckige walisische Mannschaft ziemlich Mühe bekundete. Frankreich entschied das Spiel gegen Irland bereits in der Startphase und verwaltete den Vorsprung sicher. Südafrika vermochte sich gegenüber den Gruppenspielen nicht zu steigern und hatte gegen Neuseeland nie eine Chance. Australien setzte sich mühelos gegen Schottland durch.
Das erste Halbfinale endete mit einer Überraschung, als Australien die favorisierten Neuseeländer schlug. Somit konnte zum ersten Mal überhaupt der amtierende Weltmeister in das nächste WM-Endspiel einziehen. Im zweiten Halbfinale schlug der Engländer Jonny Wilkinson die gegnerische Mannschaft aus Frankreich fast im Alleingang und erzielte sämtliche Punkte, wobei vor allem die verwandelten Straftritte entscheidend waren.
Im Finale standen sich im Telstra Stadium von Sydney die Mannschaften aus Australien und England gegenüber. Von den 82.957 Zuschauern waren rund 40 % aus England. Zwar ging Australien früh in Führung, doch dann dominierte England den Rest der ersten Spielhälfte und ging mit 14:5 in die Pause. In der zweiten Hälfte zwangen die Australier ihre Gegner vermehrt zu Fehlern und holten Punkt um Punkt auf. Nach einer kontroversen Entscheidung des Schiedsrichters konnte Australien kurz vor Ende der regulären Spielzeit mit einem Straftritt ausgleichen und eine Verlängerung erzwingen. 21 Sekunden vor Ende der Verlängerung, es stand mittlerweile 17:17, gelang Jonny Wilkinson ein schwer zu spielendes Dropgoal. Er entschied damit das Spiel und sicherte England den ersten Weltmeistertitel.

### Viertelfinale
| 8. November 2003 | Neuseeland | 29 : 9 | Südafrika | Telstra Dome, Melbourne |
| 8. November 2003 |            |        |           | Telstra Dome, Melbourne |

| 8. November 2003 | Australien | 33 : 16 | Schottland | Suncorp Stadium, Brisbane |
| 8. November 2003 |            |         |            | Suncorp Stadium, Brisbane |

| 9. November 2003 | Frankreich | 43 : 21 | Irland | Telstra Dome, Melbourne |
| 9. November 2003 |            |         |        | Telstra Dome, Melbourne |

| 9. November 2003 | England | 28 : 17 | Wales | Suncorp Stadium, Brisbane |
| 9. November 2003 |         |         |       | Suncorp Stadium, Brisbane |

### Halbfinale
| 15. November 2003 | Neuseeland | 10 : 22 | Australien | Telstra Stadium, Sydney |
| 15. November 2003 |            |         |            | Telstra Stadium, Sydney |

| 16. November 2003 | Frankreich | 7 : 24 | England | Telstra Stadium, Sydney |
| 16. November 2003 |            |        |         | Telstra Stadium, Sydney |

### Spiel um Platz 3
| 20. November 2003 | Neuseeland | 40 : 13 | Frankreich | Telstra Stadium, Sydney |
| 20. November 2003 |            |         |            | Telstra Stadium, Sydney |

### Finale
| 22. November 2003 | Australien | 17 : 20 n. V. | England | Telstra Stadium, Sydney |
| 22. November 2003 |            |               |         | Telstra Stadium, Sydney |

England
(Erster Titel)

## Statistiken

### Mannschaften
Die Tabelle führt die 20 teilnehmenden Mannschaften nach ihrem Abschneiden bei der Rugby-Union-Weltmeisterschaft 2003 auf.

Ergebnis der Rugby-Union-Weltmeisterschaft 2003:
Sieger
Finalist
3. Platz
4. Platz
Viertelfinalteilnahme
In der Gruppenphase ausgeschieden
Keine Teilnahme

| Mannschaft         | Spiele | Siege | Unent. | Ndlg. | Punkte | Versuche | Erhöh- ungen | Straf- tritte | Drop- goals |
| ------------------ | ------ | ----- | ------ | ----- | ------ | -------- | ------------ | ------------- | ----------- |
| Neuseeland         | 7      | 6     | 0      | 1     | 361    | 52       | 40           | 6             | 1           |
| Australien         | 7      | 6     | 0      | 1     | 345    | 43       | 32           | 21            | 1           |
| England            | 7      | 7     | 0      | 0     | 327    | 36       | 27           | 23            | 8           |
| Frankreich         | 7      | 5     | 0      | 2     | 267    | 29       | 22           | 22            | 4           |
| Südafrika          | 5      | 3     | 0      | 2     | 193    | 27       | 17           | 7             | 1           |
| Irland             | 5      | 3     | 0      | 2     | 162    | 20       | 16           | 9             | 1           |
| Wales              | 5      | 3     | 0      | 2     | 149    | 17       | 14           | 11            | 1           |
| Argentinien        | 4      | 2     | 0      | 2     | 140    | 18       | 13           | 6             | 2           |
| Samoa              | 4      | 2     | 0      | 2     | 138    | 18       | 12           | 8             | 0           |
| Schottland         | 5      | 3     | 0      | 2     | 118    | 12       | 8            | 13            | 1           |
| Fidschi            | 4      | 2     | 0      | 2     | 98     | 10       | 6            | 12            | 0           |
| Vereinigte Staaten | 4      | 1     | 0      | 3     | 89     | 9        | 7            | 9             | 1           |
| Japan              | 4      | 0     | 0      | 4     | 79     | 6        | 5            | 12            | 1           |
| Italien            | 4      | 2     | 0      | 2     | 77     | 5        | 5            | 14            | 0           |
| Rumänien           | 4      | 1     | 0      | 3     | 65     | 8        | 5            | 5             | 0           |
| Uruguay            | 4      | 1     | 0      | 3     | 56     | 6        | 4            | 6             | 0           |
| Kanada             | 4      | 1     | 0      | 3     | 54     | 4        | 2            | 9             | 1           |
| Tonga              | 4      | 0     | 0      | 4     | 46     | 7        | 4            | 1             | 0           |
| Georgien           | 4      | 0     | 0      | 4     | 46     | 1        | 1            | 12            | 1           |
| Namibia            | 4      | 0     | 0      | 4     | 28     | 4        | 4            | 0             | 0           |
| Gesamt             | 48     |       |        |       | 2828   | 332      | 244          | 206           | 24          |

### Meiste erzielte Punkte
| Rang | Spieler           | Mannschaft         | Position         | Spiele | Versuche | Erhöh- ungen | Straf- tritte | Drop- goals | Total |
| ---- | ----------------- | ------------------ | ---------------- | ------ | -------- | ------------ | ------------- | ----------- | ----- |
| 1.   | Jonny Wilkinson   | England            | Verbindungshalb  | 6      | 0        | 10           | 23            | 8           | 113   |
| 2.   | Frédéric Michalak | Frankreich         | Verbindungshalb  | 6      | 2        | 18           | 18            | 1           | 103   |
| 3.   | Elton Flatley     | Australien         | Innendreiviertel | 6      | 1        | 16           | 21            | 0           | 100   |
| 4.   | Leon MacDonald    | Neuseeland         | Innendreiviertel | 7      | 4        | 20           | 5             | 0           | 75    |
| 5.   | Chris Paterson    | Schottland         | Verbindungshalb  | 5      | 3        | 7            | 13            | 1           | 71    |
| 6.   | Mat Rogers        | Australien         | Schlussmann      | 7      | 5        | 16           | 0             | 0           | 57    |
| 7.   | Mike Hercus       | Vereinigte Staaten | Verbindungshalb  | 4      | 2        | 7            | 9             | 0           | 51    |
| 8.   | Rima Wakarua      | Italien            | Verbindungshalb  | 3      | 0        | 4            | 14            | 0           | 50    |
| 9.   | Earl Va'a         | Samoa              | Verbindungshalb  | 4      | 1        | 10           | 8             | 0           | 49    |
| 10.  | Daniel Carter     | Neuseeland         | Verbindungshalb  | 5      | 2        | 19           | 0             | 0           | 48    |
|      | Derick Hougaard   | Südafrika          | Verbindungshalb  | 5      | 2        | 10           | 5             | 1           | 48    |

Quelle:

### Meiste erzielte Versuche
| Rang | Spieler             | Mannschaft  | Position         | Spiele | Versuche |
| ---- | ------------------- | ----------- | ---------------- | ------ | -------- |
| 1.   | Doug Howlett        | Neuseeland  | Außendreiviertel | 7      | 7        |
|      | Malili Muliaina     | Neuseeland  | Schlussmann      | 7      | 7        |
| 3.   | Joe Rokocoko        | Neuseeland  | Außendreiviertel | 5      | 6        |
| 4.   | Chris Latham        | Australien  | Schlussmann      | 1      | 5        |
|      | Josh Lewsey         | England     | Schlussmann      | 5      | 5        |
|      | Will Greenwood      | England     | Innendreiviertel | 6      | 5        |
|      | Mat Rogers          | Australien  | Schlussmann      | 7      | 5        |
|      | Lote Tuqiri         | Australien  | Außendreiviertel | 7      | 5        |
| 8.   | Pablo Bouza         | Argentinien | Nummer Acht      | 2      | 4        |
|      | Martin Gaitán       | Argentinien | Innendreiviertel | 2      | 4        |
|      | Caleb Ralph         | Neuseeland  | Außendreiviertel | 4      | 4        |
|      | Christophe Dominici | Frankreich  | Außendreiviertel | 5      | 4        |
|      | Stirling Mortlock   | Australien  | Innendreiviertel | 5      | 4        |
|      | Matt Giteau         | Australien  | Innendreiviertel | 6      | 4        |
|      | Leon MacDonald      | Neuseeland  | Schlussmann      | 7      | 4        |
|      | Jason Robinson      | England     | Außendreiviertel | 7      | 4        |
|      | Carlos Spencer      | Neuseeland  | Verbindungshalb  | 7      | 4        |

Quelle:

## Nachwirkung

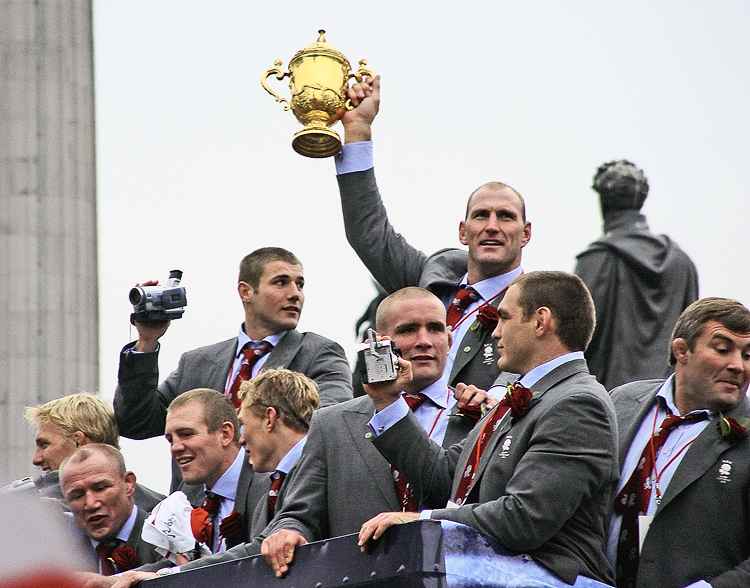
Die englische Mannschaft feiert auf dem Trafalgar Square in London

Drei Tage nach dem Finale landete die englische Weltmeistermannschaft am Flughafen Heathrow und wurde trotz der frühen Tageszeit (ca. 4:30 morgens) von Tausenden von Fans begeistert empfangen. Am 8. Dezember fand eine beeindruckende Siegesparade durch die Straßen von London zum Trafalgar Square statt.
Die Rugby-Union-Weltmeisterschaft 2003 hatte am Fernsehen eine kumulierte Zuschauerzahl von rund 3,5 Milliarden. Geschätzte 40.000 internationale Zuschauer waren während der WM nach Australien gereist. Dies führte in der Tourismusbranche zu einem markanten Anstieg der Einnahmen, die auf etwa 100 Millionen AUD geschätzt werden. Im April 2004 veröffentlichte das International Rugby Board einen Bericht, der in allen Bereichen der Rugby-WM neue Rekordwerte aufzeigte. Die Australian Rugby Union meldete, dass die Einnahmen alle Erwartungen übertroffen hatten und der Überschuss 44,5 Millionen AUD betrug. Die Austragung der Rugby-WM hatte in Australien einen Zuwachs der Zuschauerzahlen bei der Rugby-Liga Super 12 sowie bei der Anzahl der Juniorenspieler zur Folge.